# Kaple svatého Jana Nepomuckého (Slavonice)
Kaple svatého Jana Nepomuckého se nachází v blízkosti centra Slavonic na mostě přes Slavonický potok.

## Historie a architektura
Zděná omítaná síňová kaple sv. Jana Nepomuckého se nachází u mostku přes Slavonický potok v ulici Nádražní, při čp. 191. Kaple je čtvercového půdorysu s půlkruhovým závěrem. Portál sklenut půlkruhem, lemován je bílým lisenovým pásem se zdůrazněným klenákem. Nároží jsou oblouková, stěny jsou členěny pilastry, vyrůstajícími ze soklu. Hlavice římsové. Podstřešní obíhající profilovaná římsa odděluje od hlavní hmoty štít s oblými křídly. Bočnice štítu chráněny keramickými tvarovkami. Zastřešení sedlové, kryté plechem. Štít vrcholí plechovou postavou korunované Panny Marie. Kaple je zástupcem drobné zděné sakrální architektury s hodnotným vybavením a dochovanými zbytky původních fresek v interiéru. Doklad přesahu baroka v českých zemích do začátku 19. století.

## Popis malířské výzdoby kaple
Výmalba na stěnách je členěna horizontálně na sokl, barevné pole s medailony a římsu, ve vertikálním směru je prostor dělen šesti iónskými sloupy. Dříky sloupů jsou zdobené fialovým mramorem, hlavice jsou zdobeny jednoduchými volutami v okrovém tónu. Sloupy dosedají na sokl. Barevné pozadí je pojednáno zelenou barvou. Ve středu každého pole se nachází medailon s vyobrazením legendy o sv. Janu Nepomuckém. Čtyři figurální výjevy (další nečitelný figurální výjev se nachází na menze) jsou řazeny od východu k západu. Uprostřed každého barevného pole se nachází medailon oválného tvaru. Rámování medailonů je pojednáno okrovou barvou. Vrcholy elipsového rámu jsou zdobeny stylizovanými volutami doplněnými stylizovaným rokajem. Otisky dekoru jsou patrné ve vrcholech rámů. Barevná pole uzavírá iluzivní ústupková římsa zdobená fialovým mramorováním. Klenba kaple je pojednána jako otevřené nebe.
Klenba je pojednaná jako průhled do otevřeného nebe. Barva oblohy se shoduje se zelenou barvou polí s medailony. Nad sochou sv. Jana Nepomuckého jsou na klenbě vymalovány růžové mraky z nichž vykukují andělíčci. Uprostřed klenby se nachází symbol božího oka, od kterého se rozlévá do stran svatozář. Boží oko je kryto osmicípou hvězdou.

Jan Nepomucký zpovídá královnu.
1. výjev na východě vyobrazuje sv. Jana Nepomuckého při zpovědi královny Johanny Bavorské, která byla manželkou krále Václava IV. Scéna se odehrává ve stylizované zpovědnici, královna klečí ve zbožném gestu. Na druhé straně sedí Jan Nepomucký a naslouchá. Celý výjev je laděn v okrových odstínech až na postavy. Královna je oděna do růžového roucha s modrým pláštíkem, který zahaluje většinu její postavy. Jan Nepomucký je oděn v klasické církevní roucho s biretem na hlavě.

Jan Nepomucký u krále.
2. výjev na východní stěně znázorňuje scénu, kdy se král Václav IV. snaží od Jana Nepomuckého dozvědět, z čeho se královna zpovídala. Král stojí na stupínku a v horlivém gestu mluví k Janu Nepomuckému, který se staví v odmítavém postoji. Král Václav IV. je oděn do okro-zeleného šatu, přes levé rameno má přehozený tmavě okrový plášť. Jan Nepomucký je oblečen do církevního roucha. Celá scéna je doplněna tmavohnědým závěsem s třásněmi, který je zavěšen nad panovníkem.
Mučení Jana Nepomuckého.
3. výjev se nachází na západní stěně blíž k soše sv. Jana Nepomuckého. Na tomto výjevu je Jan Nepomucký vyobrazen při mučení. Z fragmentů jsou rozeznatelní dva pochopové, kteří přibližují k Janu nataženému na skřipci zapálené pochodně.
Smrt Jana Nepomuckého.
4. výjev je umístěn na západní stěně blíže ke vchodu. Tento výjev je dochován ve fragmentárním stavu. Z výjevu zbyly jen fragmenty hlav a pík stráže. Pro rekonstrukci byl vybrán okamžik, kdy stráže svrhávají tělo Jana Nepomuckého z Karlova mostu do Vltavy.

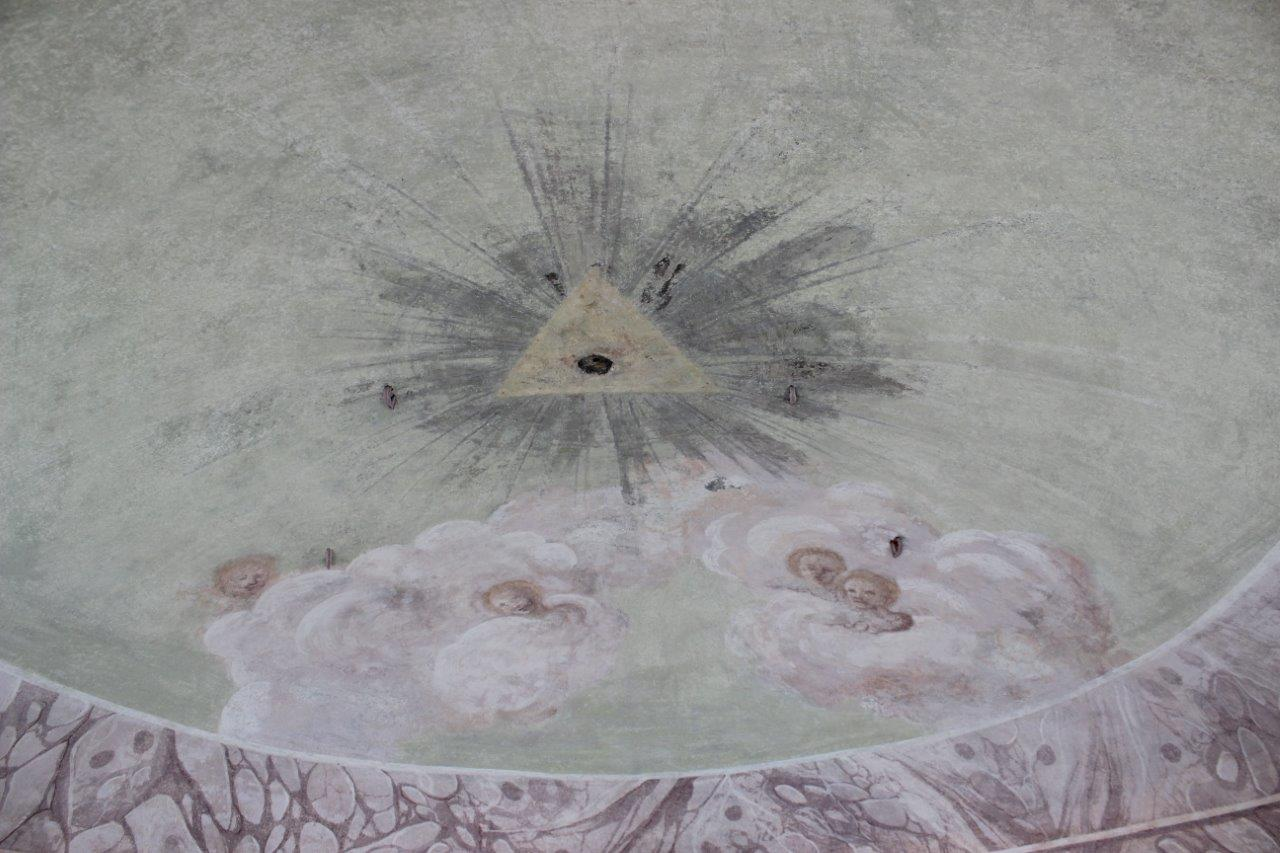
Klenba
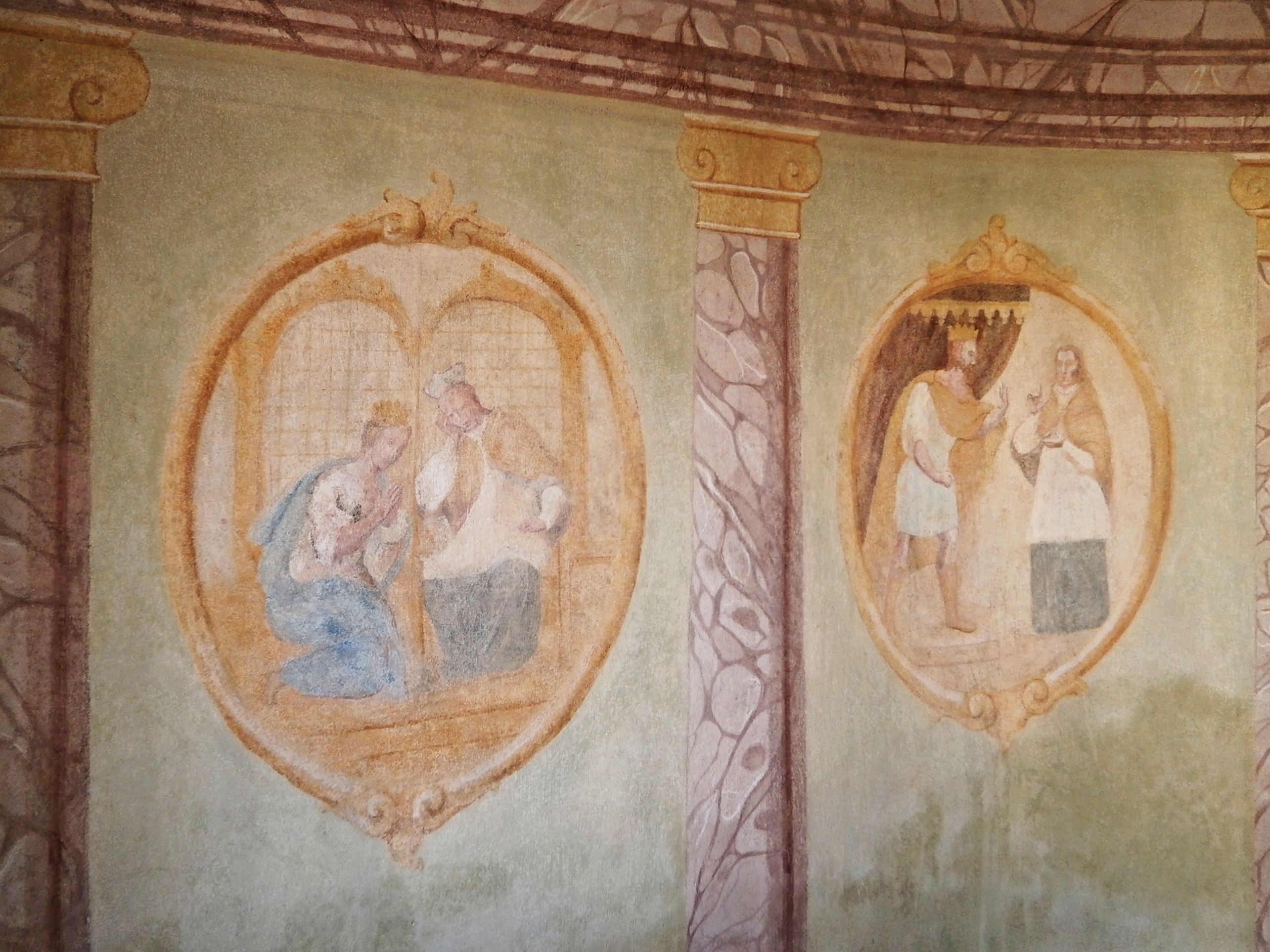
Jan Nepomucký zpovídá královnu
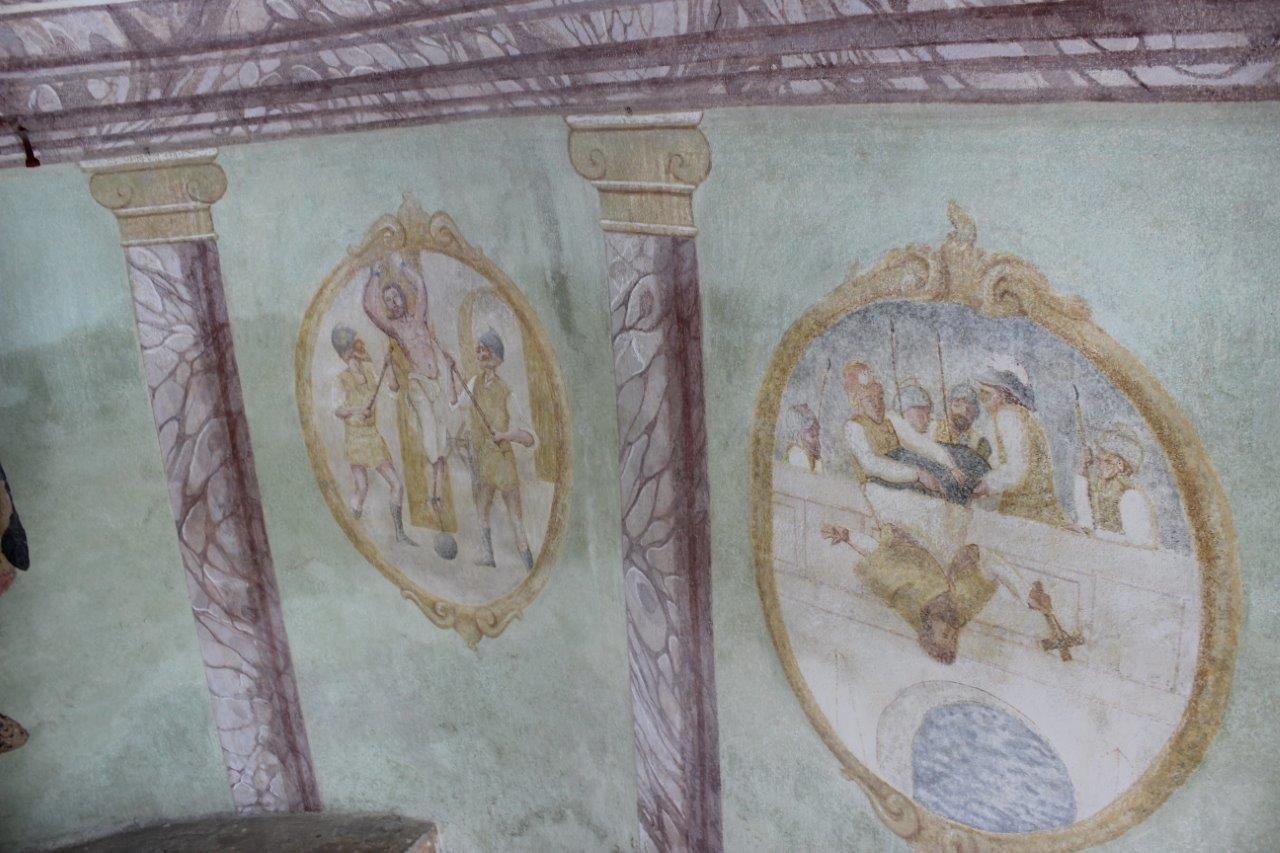
Jan Nepomucký je mučen a následně je svrháván do Vltavy